# Magyarszentmiklós
Magyarszentmiklós là một thị trấn thuộc hạt Zala, Hungary. Thị trấn này có diện tích 4,19 km², dân số năm 2010 là 271 người, mật độ 65 người/km².